# Jazz-Club Granollers
El Jazz-Club Granollers va ser una associació que promovia la música jazz a la capital del Vallès Oriental creada el 1935. L'esclat de la Guerra Civil Espanyola va aturar-ne les activitats fins que el 1941 va obtenir el permís per a reprendre-les però va haver de canviar el nom a Club de Ritmo ja que les autoritats franquistes trobaven massa estrangeritzant el nom original.